# Lista hetmanów Kozaków zaporoskich
Lista hetmanów Kozaków zaporoskich
- Przecław Lanckoroński (Ляндскоронський Предслав) – 1516–1528 przypuszczalnie
- Eustachy Daszkiewicz (Остап Дашкович) – 1528–1533 przypuszczalnie
- Dymitr (Dmytro) Wiśniowiecki (Дмитро Вишневецький) – 1550–1564
- Bohdan Różyński (Богдан Ружинський) – 1575–1576
- Jakub (Jakiw) Szach (Яків Шах) – 1576–1578
- Łukasz (Łukian) Czerniński (Лук'ян Чорнинський) – 1578 i 1586
- Jan Oryszowski (Ян Оришовський) – 1580 i 1585
- Samuel Zborowski (Самійло Зборовський) – 1581
- Michał (Michajło) i Cyryl (Kirył) Różyńscy (Михайло і Кирик Ружинські) – 1585
- Zachar Kulaha (Захар Кулага) – 1585
- Wojciech Czonowicki (Войтих Чановицький) – 1590
- Krzysztof Kosiński (Криштоф Косинський) – 1591–1593
- Grzegorz (Hryhorij) Łoboda (Григорій Лобода) – 1594–1596 (z przerwami)
- Bohdan Mikoszyński (Богдан Микошинський [Макошинський])[1] – lato 1594
- Maciej (Matwij) Szuła (Матвій Шаула) – 1596
- Krempski (Кремпський) – 1569
- Krzysztof Nieczkowski (Криштоф Нечковський) – lato 1596
- Ignacy (Ihnatij) Wasylewicz (Ігнатій Василевич) – 1596–1597
- Tychin Bajbuza (Тихін Байбуза) – 1597
- Samuel Koszka (Самійло Кішка) – 1600–1602
- Gabriel (Hawryło) Krutnewicz (Гаврило Крутневич) – 1602–1603 (z przerwami)
- Iwan Kuckowicz (Іван Куцкович) – 1602–1603
- Iwan Kosyj (Іван Косий) -1603
- Grzegorz (Hryhoryj) Izapowicz (Григорій Ізапович) – 1606
- Zborowski (Зборовський) – 1606
- Olewczenko (Олевченко) – 1606
- Kalenyk Andrijewicz (Каленик Андрієвич) – 1609–1610 i 1624–1625
- Grzegorz (Hryhoryj) Tyskynewicz (Григорій Тискиневич) – 1610
- Piotr (Petro) Konaszewicz Sahajdaczny (Петро Конашевич Сагайдачний) – 1614–1622 (z przerwami)
- Dymitr Barabasz (Дмитро Барабаш) – 1617
- Jacko Nerodycz-Borodawka (Яцко Неродич-Бородавка) – 1619–1621
- Olifer Hołub (Олифір Голуб) – 1622–1623
- Michał Doroszenko (Михайло Дорошенко) – 1623–1628 (z przerwami)
- Hryćko Czarny (Грицько Чорний) – 1624, 1628, 1629–1630
- Marek Żmajło i Pyrskij (Пирський і Марко Жмайло) – 1625
- Michał Doroszenko (Михайло Дорошенко) – 1625–1628
- Taras Fedorowicz (Тарас Федорович-Трясило) – 1630
- Tymoteusz (Timofiej) Orendarenko (Тимофій Орендаренко) – 1630–1631, 1632–1633
- Iwan Petrażycki-Kulaha (Іван Петражацький-Кулага) – 1631–1632
- Tymoteusz (Timofiej) Orendarenko (Тимофій Орендаренко) – 1630–1631 i 1632–1633
- Andrzej (Andrij) Didenko (Андрій Діденко)-1632
- Iwan Sulima (Іван Сулима) – 1633–1635
- Wasyl Tomyłenko (Василь Томиленко) – 1636–1637
- Sawa Kononowicz (Сава Кононович) – 1637
- Paweł Pawluk (Павло Павлюк) – 1637
- Ilja Karaimowicz (Ілья Караімович) – 1638
- Jakub (Jakiw) Ostrzanin (Яків Остряниця) – 1638
- Dymitr (Dmytro) Hunia (Дмитро Тимошович Гуня) – 1638[2]
- Bohdan Chmielnicki (Богдан Хмельницький) – 1648–1657[3]
- Iwan Wyhowski (Іван Виговський) – 1657–1659[4]
- Iwan Bezpały (Іван Безпалий), hetman nakaźny – 1659
- Jerzy Chmielnicki (Юрій Хмельницький), Hetman, a potem hetman prawobrzeżny – 1659–1663, 1677–1681
- Jakym Somko (Яким Сомко), hetman lewobrzeżny nakaźny – 1663
- Paweł (Pawło) Tetera (Павло Тетеря), hetman prawobrzeżny – 1663–1665
- Iwan Brzuchowiecki (Іван Брюховецький), hetman lewobrzeżny – 1663–1668
- Danyło Jermolenko (Данило Єрмоленко), hetman lewobrzeżny nakaźny – 1665
- Stefan (Stepan) Opara (Степан Опара), hetman prawobrzeżny – 1665
- Piotr Doroszenko (Петро Дорошенко), hetman prawobrzeżny – 1665–1676
- Stefan (Stepan) Wdowyczenko (Степан Вдовиченко), hetman zaporoski – 1668
- Piotr (Petro) Suchowij (Петро Суховій), hetman zaporoski prawobrzeżny – 1668–1669
- Michał (Mychajło) Chanenko (Михайло Ханенко), hetman prawobrzeżny – 1669–1674
- Damian (Demian) Mnohohryszny (Дем'ян Многогрішний), hetman lewobrzeżny – 1669–1672
- Stefan (Stepan) Kunicki (Степан Куніцький), hetman prawobrzeżny – 1683–1684
- Iwan Samojłowycz (Іван Самойлович), hetman lewobrzeżny – 1672–1687
- Samuel (Samijło) Samus (Самійло Самусь), hetman prawobrzeżny nakaźny – 1692–1704
- Iwan Mazepa (Іван Мазепа), hetman lewobrzeżny – 1687–1709
- Iwan Skoropadski (Іван Скоропадський), hetman lewobrzeżny – 1709–1722
- Filip Orlik (Пилип Орлик), hetman prawobrzeżny na uchodźstwie – 1710–1742
- Paweł (Pawło) Połubotok (Павло Полуботок), hetman lewobrzeżny – 1722–1724
- Daniel (Danyło) Apostoł (Данило Апостол), hetman lewobrzeżny – 1727–1732
- Cyryl (Kyryło) Razumowski (Кирило Розумовський), hetman lewobrzeżny -1750–1763
- Piotr (Petro) Kalniszewski (Петро Калнишевський), ataman koszowy (ostatni) 1764–1775
- Michał Czajkowski 1854–1872, mirmiran – pasza kozaków sułtańskich
- Paweł (Pawło) Skoropadski (Павло Скоропадський) – 1918